# Dissoprumna plenifascia
Dissoprumna plenifascia är en fjärilsart som beskrevs av Hans Rebel 1914. Dissoprumna plenifascia ingår i släktet Dissoprumna och familjen Uraniidae. Inga underarter finns listade i Catalogue of Life.